# Shahab-3
Shahab-3 (en persa شهاب-۳, Meteor-3 ) és un míssil balístic de mig abast desenvolupat per l'Iran, basat en el Nodong-1. Inicialment, podia aconseguir una distància de 1.300 km, sent el seu abast després ampliat fins als 2.000 km. Els projectes previs van ser el Shahab-1 i Shahab-2. El ministeri de defensa iranià va negar que el seu país tingués la intenció de desenvolupar la quarta versió.

## Shahab-1
El Shahab-1 va ser el primer míssil del programa de llarg abast iranià. És una lleugera variant del R-11, el qual va ser adquirit a Líbia i Síria entre 1985 i 1986.

## Shahab-2
El Shahab-2 (persa: شهاب ۲, romanitzat: Ŝahāb 2, que significa "Meteor-2") és un míssil balístic tàctic iranià successor del míssil Shahab-1.